# سیارک ۹۲۷۷
سیارک ۹۲۷۷ (به انگلیسی: 9277 Togashi، نامگذاری:1980TT3) نه هزار و دویست و هفتاد و هفتمین سیارک کشف شده‌است که در ۹ اکتبر ۱۹۸۰ کشف شد.
قدر مطلق سیارک برابر ۱۴٫۴۰ است.